# Denise Roth
Denise Roth (ur. 12 września 1988 w Berlinie) – niemiecka łyżwiarka szybka.
W wieku 25 lat Roth uczestniczyła w Zimowych Igrzyskach Olimpijskich 2014 w Soczi. Brała wówczas udział w jednej konkurencji łyżwiarstwa szybkiego, biegu na 500 m, gdzie zajęła 21. miejsce.

## Rekordy życiowe
| Dystans | Czas    | Data             | Miejsce |
| ------- | ------- | ---------------- | ------- |
| 500 m   | 38,22   | 19 stycznia 2013 | Calgary |
| 1000 m  | 1.16,62 | 19 stycznia 2013 | Calgary |
| 1500 m  | 2.00,63 | 18 marca 2012    | Calgary |
| 3000 m  | 4.29,58 | 2 lutego 2008    | Berlin  |
| Źródło: |         |                  |         |